# حرکت دائمی

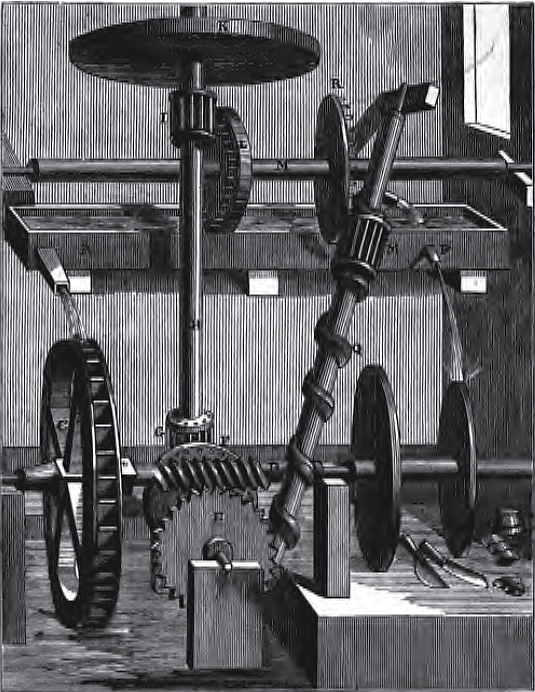
ماشین حرکت دائمی پیچ آب، ساختهٔ رابرت فلاد در سال ۱۶۱۸ میلادی، به جا مانده از یک حکاکی روی چوب در ۱۶۶۰ میلادی. این ابزار عموماً به عنوان نخستین تلاش ثبت‌شده برای توصیف چنان ابزاری است که می‌تواند از چرخش سنگ آسیاب، کار مفید تولید کند. با وجود اینکه ماشین کار نمی‌کند، ایده این بود که آب مخزن بالایی موجب چرخش چرخ آبی خواهد شد (گوشهٔ پایین سمت چپ)، که چرخ دنده‌ها و محورهای پیچیده‌ای را خواهد راند، و نهایتاً موجب گردش پیچ ارشمیدس (وسط و پایین تصویر تا بالا و راست) خواهد شد که آب را برای پرکردن دوبارهٔ مخزن پمپ می‌کند. حرکت چرخشی چرخ آبی همچنین باعث راندن دو چرخ آسیاب می‌شود (پایین و راست تصویر) که به نظر می‌رسد آب کافی اضافی لازم را برای روان سازیشان فراهم می‌کند

حرکت دائمی به حرکتی گفته می‌شود که برای همیشه و بدون داشتن هرگونه منبع خارجی انرژی، ادامه می‌یابد؛ در عمل چنین چیزی به علت وجود اصطکاک ناممکن است. همچنین می‌توان این حرکت را به صورت «حرکت یک ماشین فرضی که پس از فعال شدنش برای همیشه به کار خود ادامه می‌دهد، مگر آنکه در معرض یک نیروی خارجی یا فرسایش قرار گیرد» توصیف کرد.
اجماع علمی بر آن است که حرکت دائمی در یک سامانهٔ مجزا منجر به نقض قانون اول ترمودینامیک و/یا قانون دوم ترمودینامیک خواهد شد.
در طبیعت ممکن است مواردی از حرکت به ظاهر دائمی دیده شود ولی واقعاً دائمی نیستند یا نمی‌توان بدون تغییر در ماهیت حرکت، از آن برای انجام کار استفاده کرد. برای نمونه حرکت یک سیاره در اطراف ستاره اش ممکن است به ظاهر دائمی باشد، اما فضای بین سیاره‌ای کاملاً عاری از اصطکاک نیست و بنابراین حرکت اربیتالی با سرعت بسیار کم در حال کند شدن است. کمک جاذبه‌ای یک کاوشگر فضایی در کنار یک سیاره می‌تواند برای افزایش سرعت کاوشگر استفاده شود اما این کار باعث تغییر در حرکت سیاره و کاهش یافتن انرژی سیاره در مدارش به دور خورشید خواهد شد. جریان برق داخل یک حلقهٔ ابررسانا می‌تواند به عنوان یک محیط ذخیره‌سازی انرژی استفاده شود، اما دقیقاً مانند یک باتری، استفاده از آن برای به کار انداختن یک وسیله باعث کاسته شدن همان مقدار انرژی از جریان داخل حلقه خواهد شد.
ماشین‌هایی که انرژی خود را از منابع به ظاهر همیشگی دریافت می‌کنند—مانند جریان‌های اقیانوسی—می‌توانند دائماً به حرکت خود ادامه دهند (تا زمانی که خود منبع انرژی‌شان ادامه یابد)، اما نمی‌توان این موارد را حرکت دائمی دانست زیرا این‌ها از یک منبع خارجی انرژی دریافت می‌کنند و سامانهٔ مجزا به‌شمار نمی‌آیند (در واقعیت هیچ سیستمی نمی‌تواند برای همیشه کاملاً مجزا بماند).

## تاریخچه
تاریخچه ماشین‌های حرکت دائمی به قرون وسطی بر می‌گردد. برای یک قرن، ممکن بودن یا غیر ممکن بودن ماشین‌های حرکت دائمی روشن نبود، توسعه تئوری‌های مدرن ترمودینامیک نشان داد که وجود ماشین‌های حرکت دائمی غیر ممکن است. علیرغم همه این‌ها، تلاش‌های بسیاری برای ساخت چنین ماشین‌هایی انجام شد که این تلاش‌ها حتی تا دوران معاصر نیز ادامه دارد. مبدعان امروزی بیشتر با تکیه بر وحدت ("over unity") سعی در تشریح اختراعات این چنینی دارند.

## تئوری توطئه
برغم رد حرکت دايمی به عنوان شبه علم، حرکت دائمی مورد توجه تئوری‌های توطئه که ادعا می کنند که شرکت‌های بزرگ و دولت‌ها برای پیشگیری از ضرر مالی خودشان حرکت‌های دائمی را چشم عموم پنهان کرده‌اند.

## نگارخانه

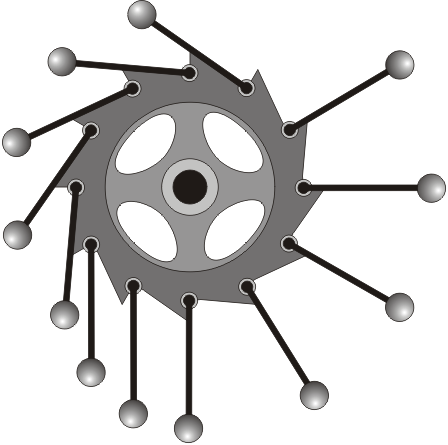
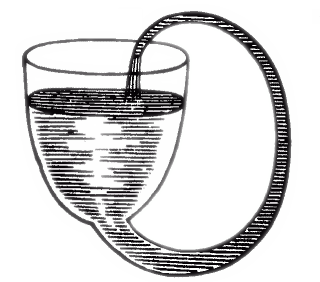